# نوگنبد
نوگنبد، روستایی از توابع بخش مرکزی شهرستان نائین در استان اصفهان ایران است.

## جمعیت
این روستا در دهستان بافران قرار دارد و براساس سرشماری مرکز آمار ایران کاملا متروکه است